# Auditorium Rai di Napoli

Das Auditorium Rai di Napoli

Das Auditorium Rai di Napoli ist eine Konzerthalle des Senders Radiotelevisione Italiana (Rai) in Neapel, unweit des Stadio San Paolo.
Die von 1958 bis 1963 gebaute Konzerthalle diente vorrangig der Übertragung von Radiokonzerten. Auf 800 m² Grundfläche boten sich 1.000 Sitzplätze an, über der Bühne war eine große Orgel installiert. Eine Vielzahl bekannter italienischer Opernsänger konzertierte hier mit dem hauseigenen Radioorchester. Auch fand hier der Gran Premio Eurovisione della Canzone 1965 statt. In den 1990er Jahren wurde die Halle als Fernsehstudio genutzt. Nach einer Renovierung des Auditoriums in den 2000er Jahren – man hatte die Anzahl der Sitzplätze auf 600 Stück verkleinert und die Orgel saniert – finden wieder Konzerte und Fernsehsendungen im Bereich Musik statt. 

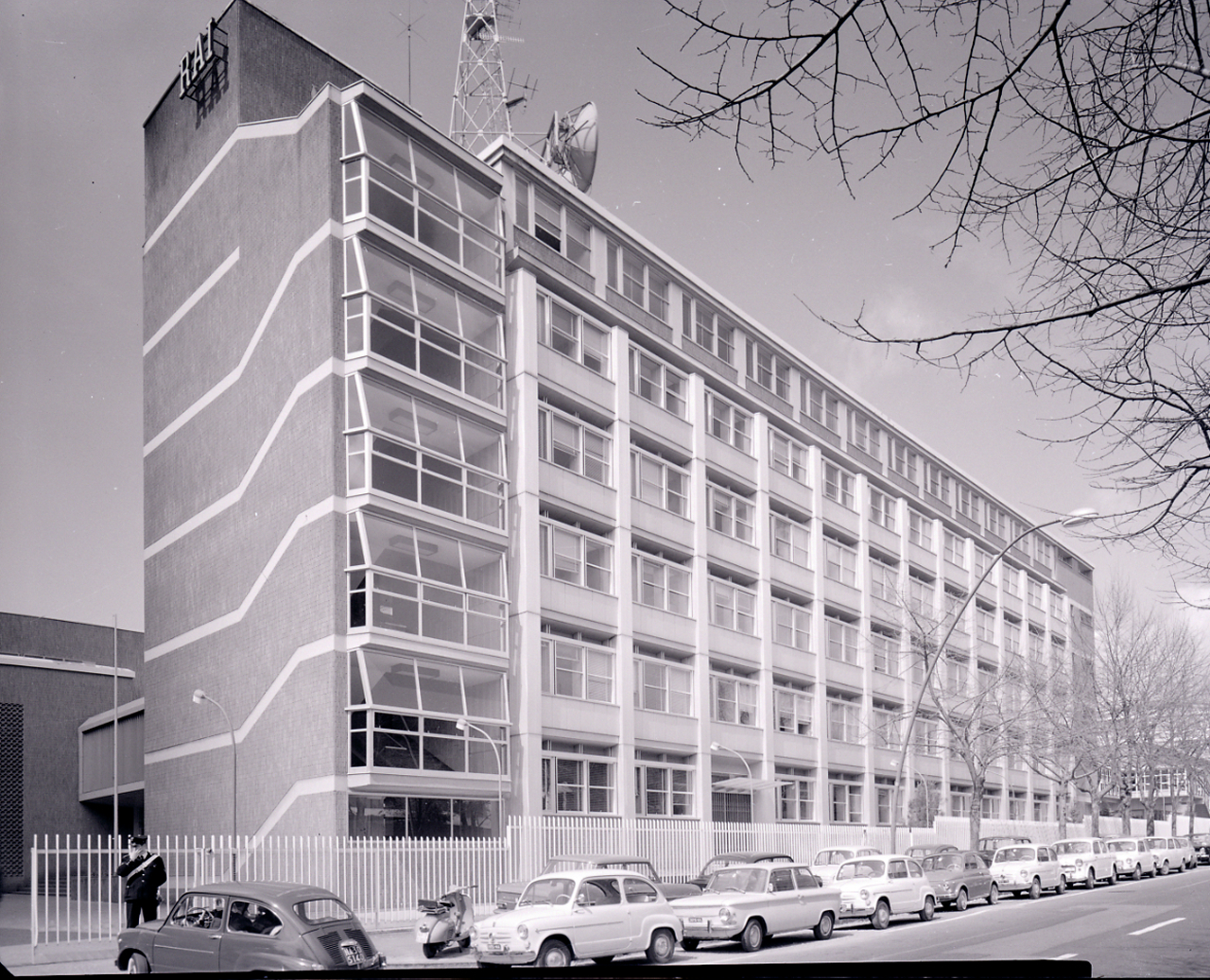
RAI-Produktionszentrum von Neapel. Foto von Paolo Monti, 1966.